# Goldaugenbremse

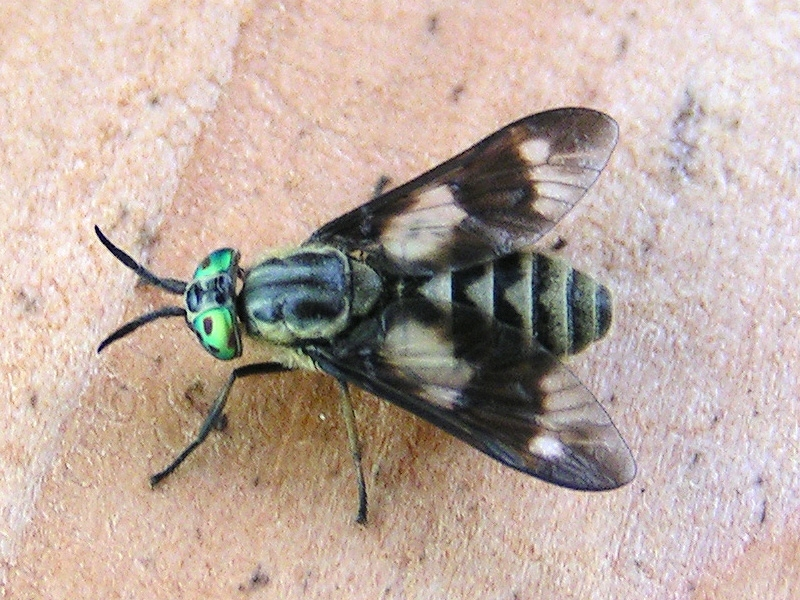
Weibchen

Die Goldaugenbremse (Chrysops relictus) ist eine Fliege aus der Familie der Bremsen (Tabanidae).

## Merkmale
Die Goldaugenbremse erreicht eine Körpergröße von 9 bis 14 Millimetern und ist sehr auffällig gefärbt. Das Mesonotum und Schildchen (Scutellum) sind schwarz glänzend mit einer braungelben Behaarung, die Pleuren tragen schwarze Haarstreifen. Die Oberseite des zweiten Tergits am Hinterleib ist hellgelb mit zwei schwarzen Flecken. Das dritte und vierte Tergit ist schwarz und trägt jeweils hellgelbliche Dreiecke, die Tergite am fünften bis siebten Hinterleibssegment beim Männchen und vom dritten bis siebten beim Weibchen sind schwarz gefärbt und haben einen hellgelblichen Saum. Die durchsichtigen Flügel sind mosaikartig mit braunen Flecken gefärbt, an der Spitze befindet sich jeweils ein ausgedehnter brauner Fleck. Die Schenkel (Femora) sind schwarz gefärbt, die Schienen (Tibien) der mittleren Beinpaare sind gelb-bräunlich, haben aber eine dunkle Spitze. Die Facettenaugen sind grün und stoßen beim Männchen zusammen. Der untere Teil des Gesichtes ist gelb gestäubt, das Stirndreieck ist schwarz glänzend. Die Fühler sind schwarz, wobei das erste Glied bei den Männchen leicht verdickt ist, das der Weibchen ist schlanker und gelegentlich gelb gefärbt. Die Palpen sind schwarz.

### Ähnliche Arten
Die Gemeine Blindbremse (Chrysops caecutiens) ist der Art sehr ähnlich, besitzt aber schwarz gefärbte Tibien am mittleren Beinpaar und der Flügelfleck reicht nicht bis zur Zelle R2.

## Vorkommen
Die Art kommt in Mittel-, Süd- und Nordeuropa vor und fliegt von Mai bis August. 
Die Goldaugenbremse spielt eine große Rolle bei der Übertragung von Francisella tularensis, dem Erreger der Tularämie.

## Belege